# Євхаристійне спілкування
Євхаристі́йне спілкування (повне співпричастя, повне сопричастя) — можливість спільного служіння літургії двома єпископами чи священниками. Тобто два єпископи, які можуть згідно з канонами та догматами служити разом, перебувають у євхаристійному спілкуванні. У різних християнських доктринах цей термін вживають у різних значеннях.

## Православна церква
У православній еклезіології цей термін зазвичай вживається для позначення принципу єдності поміж автокефальними православними церквами у єдиній Вселенській православній церкві. Оскільки автокефальні церкви (а також автономні та з іншими типами самоврядності) є адміністративно, економічно, юридично незалежні, то єдиною явною ознакою єдності православних церков є наявність євхаристійного спілкування між ними. Те ж саме стосується єдності між єпархіями і, на ще нижчому рівні, між парафіями. Євхаристійне спілкування також найясніше свідчить про реальні межі православної церкви як єдиної спільноти, досить чітко відділяючи від церкви ті організації, що перебувають поза нею.
У світських джерелах це часто зветься «визнанням» однією церквою іншої. Така назва не зовсім коректна, оскільки одна церква може не визнавати іншу (її організацію, ієрархію абощо) і при цьому перебувати з нею у євхаристійному спілкуванні, визнаючи її як частину Вселенської церкви. Наприклад, Константинопольський патріархат не визнає автокефальну Православну церкву в Америці (власне, не визнає її автокефалії), але при цьому перебуває з нею у євхаристійному спілкуванні; Московський патріархат не визнає автономну Естонську православну церкву у юрисдиції Константинопольського патріархату, але перебуває у спілкуванні з останнім, і, через нього, з Естонською церквою.
Церкви, що не мають євхаристійного спілкування з усім Вселенським православ'ям (чи хоча б з кількома помісними церквами) з погляду православ'я вважаються неправославними або канонічно ізольованими, такими, що перебувають за межами Вселенської православної церкви. Подібні організації часто утворюють паралельні Вселенському православ'ю об'єднання, за що часто звуться «Альтернативним православ'ям». Ці спільноти зазвичай об'єднуються у групи, що мають євхаристійне спілкування між собою, визнають одна одну, або більш чи менш тісно співпрацюють. Виділяють, зокрема:
- Старообрядці
- Чорногорська православна церква, Болгарський альтернативний синод, Італійська православна церква, частина грецьких старостильників, що взаємно визнають один одного і перебувають між собою у євхаристійному спілкуванні